# Ferme de Mont-Saint-Jean
La ferme de Mont-Saint-Jean est une ferme située sur le site du champ de bataille de Waterloo, sur le territoire de la commune belge de Waterloo dans la province du Brabant wallon, au lieu-dit Mont-Saint-Jean, sur le côté est de la route N5 qui relie Bruxelles à Charleroi.
Sa notoriété remonte aux combats du 18 juin 1815 lors desquels elle servit d'hôpital militaire aux troupes anglaises.

## Historique

### Moyen Âge
La ferme a appartenu aux Hospitaliers de l'ordre de Saint-Jean de Jérusalem. Elle a souvent été erronément attribuée aux Templiers. Dans le porche d'entrée, un blason des chevaliers de Malte est gravé sur une pierre. En 1926, cette pierre, cassée, a été remontée à l'envers mais n'a pas été replacée au-dessus de la porte du porche.
Mont-Saint-Jean figure dans une charte d’Henry Ier de 1219 de l’Hôpital de Saint Jean de Jérusalem : « l’ordre de Saint-Jean de Jérusalem », la Croix s’y trouve depuis 1682).
À partir de 1230 la maison est sous les ordres d’un commandeur, Arnould. Attaché à l'ordre de Piéton, tandis qu'elle est mise en location au XIVe siècle.
Dans un acte de 1414, une liste de fiefs du Seigneur de Braine mentionne « asses pres des tenures Wautier le fever de Merbaine a Mont... », plus tard, en 1414, confirmé par « Mont de Saint Jehan ». le commandeyur de Pièton reste à ce moment propriétaire « la commanderie du piéton ».
En 1705, le Duc de Marlborough l’utilise pour attaquer les Français à Overijse.

### Origine du bâtiment actuel
Le bâtiment actuel date de mai 1719. Le bâtiment n’avait pas sa disposition de carré fermé avant 1765, une haie et une grille fermait le tout. En 1775 la ferme se composait d’un logis, d’étables, d'une brasserie, d’une porcherie, de bergeries à droite et à gauche du porche (le pigeonnier), de granges, d’un four, d’un puits et d’une chapelle.
Dans les premiers temps, la route de Bruxelles passait à l’Est de la ferme mais son tracé fut rectifié tel qu’on le connaît de 1815 à nos jours, en 1775.

### La ferme au cœur de la bataille de Waterloo
Lors de la bataille de Waterloo, la ferme de Mont-Saint-Jean servit d'hôpital militaire aux troupes anglaises.
Le Duc de Wellington étant arrivé vers 17 h entre le chemin d'Ohain et la Ferme y passa la nuit du 17 au 18 juin en dormant trois heures tout habillé.
Après la bataille, durant près de quatre jours, médecins locaux et chirurgiens opèrent 6 000 soldats alliés et amputent en série, sans anesthésie. Les membres amputés « s'entassent aux quatre coins de la cour de la ferme. »

### Époque contemporaine

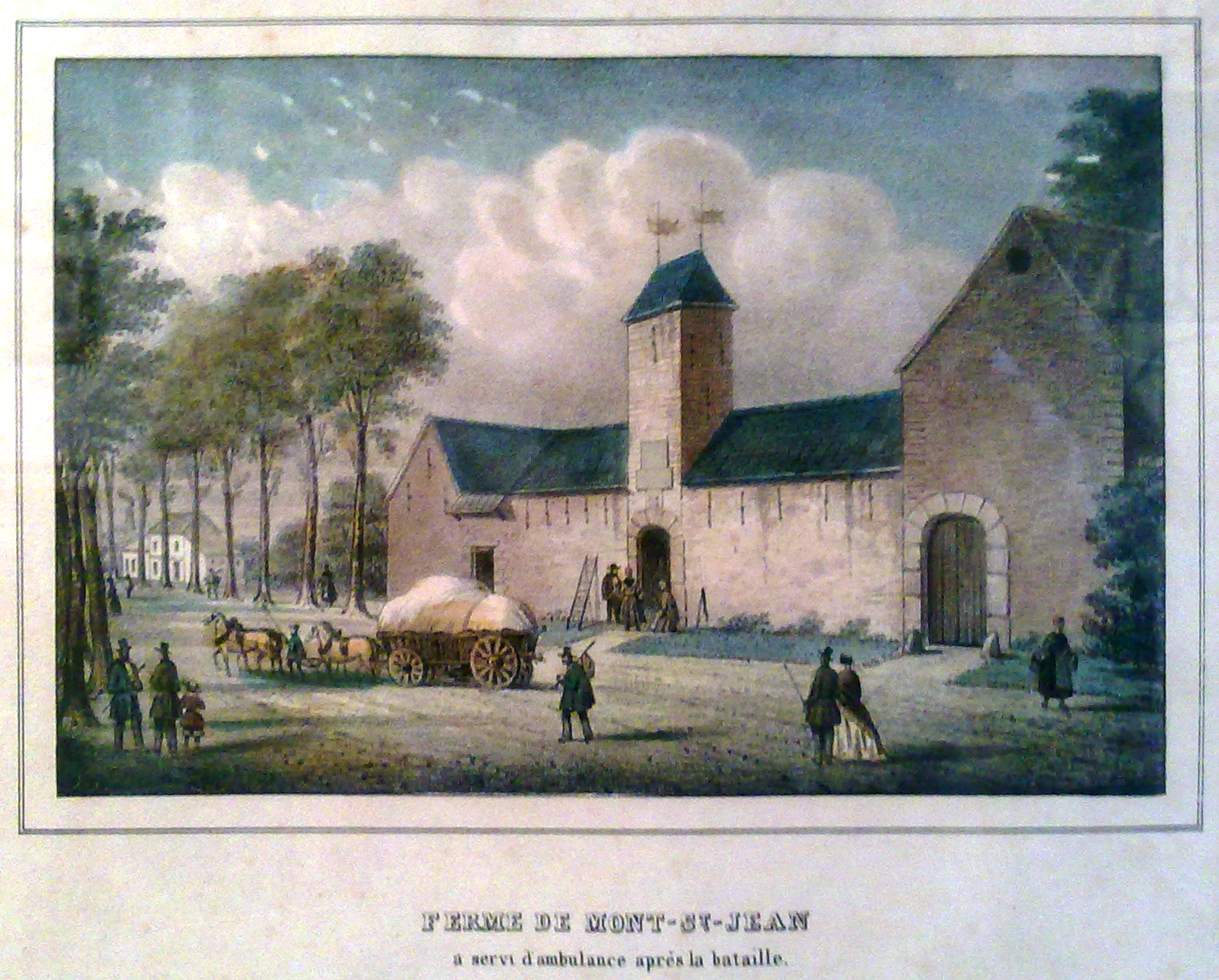
La ferme Mont-Saint-Jean au XIXe siècle. Noter la plaque au-dessus du portail.

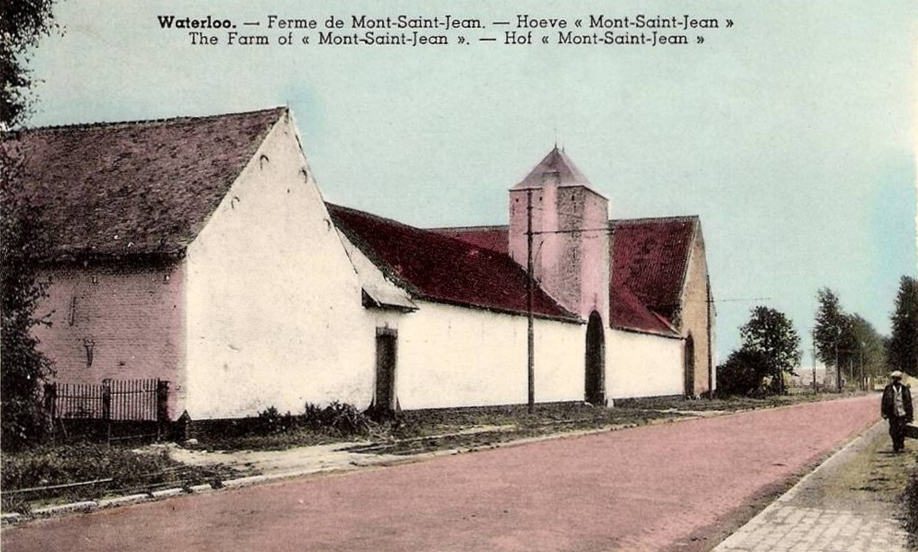
Ferme de Mont Saint Jean, vue vers Genappe et Charleroi. Noter les rails du tramway sur le côté gauche.

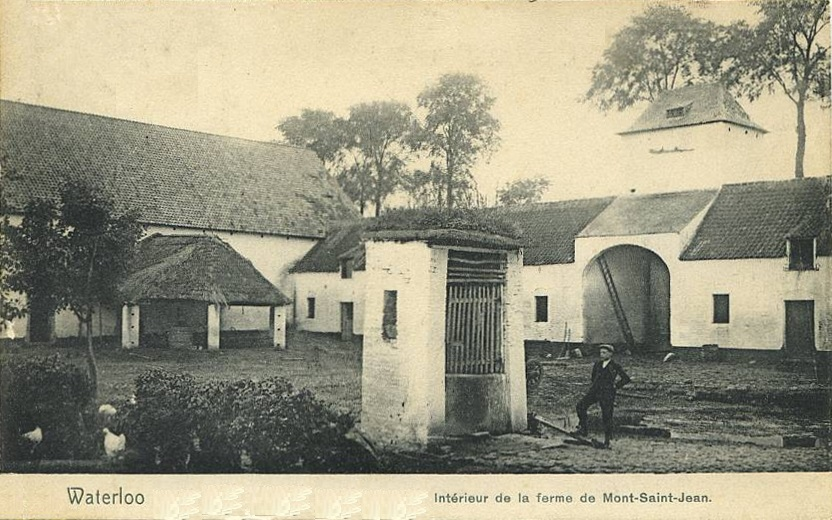
Cour intérieure vers 1909.

Après la Révolution française, la ferme fut vendue comme « bien national ». Elle passa alors de mains en mains pour aboutir en 1946 dans celles d'une famille de fermiers des Flandres, la famille Claus.
En 1906 la ferme est une première fois menacée de démolition.
Durant des années, une ligne de tramway vicinal passait devant la ferme, comme on peut le constater sur les cartes postales anciennes. Le site du dépôt des trams est encore visible en 2012 à quelques centaines de mètres en direction de Genappe.
En 1926, le porche de la ferme s’effondre une première fois.
En 1972, l'exploitation est menacée pour favoriser le tracé du périphérique de contournement de Bruxelles. La pugnacité du propriétaire évite cette issue. L'exploitation est amputée de 15 ha et l'autoroute passe à quelques mètres de ses murs.
En 1992, la ferme est toujours la possession des trois des fils du propriétaire de l'époque.
Une partie de la ferme fait l'objet d'un classement au titre des monuments historiques depuis le 24 janvier 1995, à savoir les façades et toitures de la tour-porche et des étables attenantes ainsi que la grange,.
En avril 1992, le porche et son pigeonnier sont ébranlés par un tremblement de terre et menacent de s'effondrer. Diverses démarches sont envisagées ou accomplies dont celles pour un classement du porche au titre de Monument Historique. La situation est bloquée par la question du financement des travaux si bien que durant dix ans le porche endommagé et étançonné s'offre en spectacle aux passants. En 1996, la ferme est rachetée à son exploitant par une société immobilière. Finalement le porche est démonté et reconstruit à l'identique en 2012 par le bureau d'architecte GS3 architectes. Un financement public-privé va permettre la restauration de l'édifice. Les travaux sont achevés durant l'été 2012.
En septembre 2014 est installée une micro-brasserie de capacité de 3 500 hL pour le brassage de la bière de Waterloo (Double brune, Triple Blonde, Cuvée impériale et Récolte).
Le 19 juin 2015, la ferme rénovée est inaugurée par le Duc de Wellington, Prince de Waterloo.

## Description
Lors de la bataille de 1815, le porche existait déjà comme le montrent les photos.

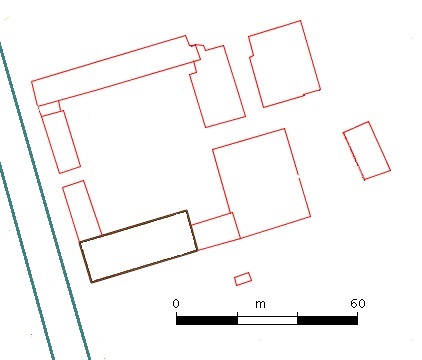
Plan de la Ferme de Mont-Saint-Jean.

### Architecture
Au-dessus de la porte du logis se trouve une croix de Malte datant de 1682.

### Plaques commémoratives
- La pierre du porche (fortement abimé pendant la dernière restauration et en dépôt dans un des bâtiments) porte une inscription pour commémorer les transformations importantes de 1775 à 1778. Le texte latin en est :

Haec villa omnimo reedificata ab illustrissimo D.D. De Rosset Defleury 

Traduction : 

« Cette demeure a été totalement rénovée par le très illustre maître De Rosset Defleury
 
commandant à Piéton de l'ordre de Malte en l'an de grâce 1778. »

- À la droite du portail, à l’initiative du Royal Army Medical Corps, une inscription honore depuis le 5 juin 1981 le service médical des armées.Le texte est :

In memory of deputy inspector Gunning principal medical officer of the 1st corps the surgeons
 
and other members of the field hospital which was established in this farm to care for the wounded 

on the battlefield 18th June 1815

this tablet was erected 1981

by the royal army medical corps
Traduction : 

« À la mémoire de l'inspecteur adjoint Gunning, officier médical en chef

du 1er corps des chirurgiens et des autres membres de l'hôpital de campagne
 
qui a été installé dans cette ferme pour prendre soin des blessés sur le champ de bataille

le 18 juin 1815.

cette plaque a été posée en 1981

par le corps médical de la royal army »

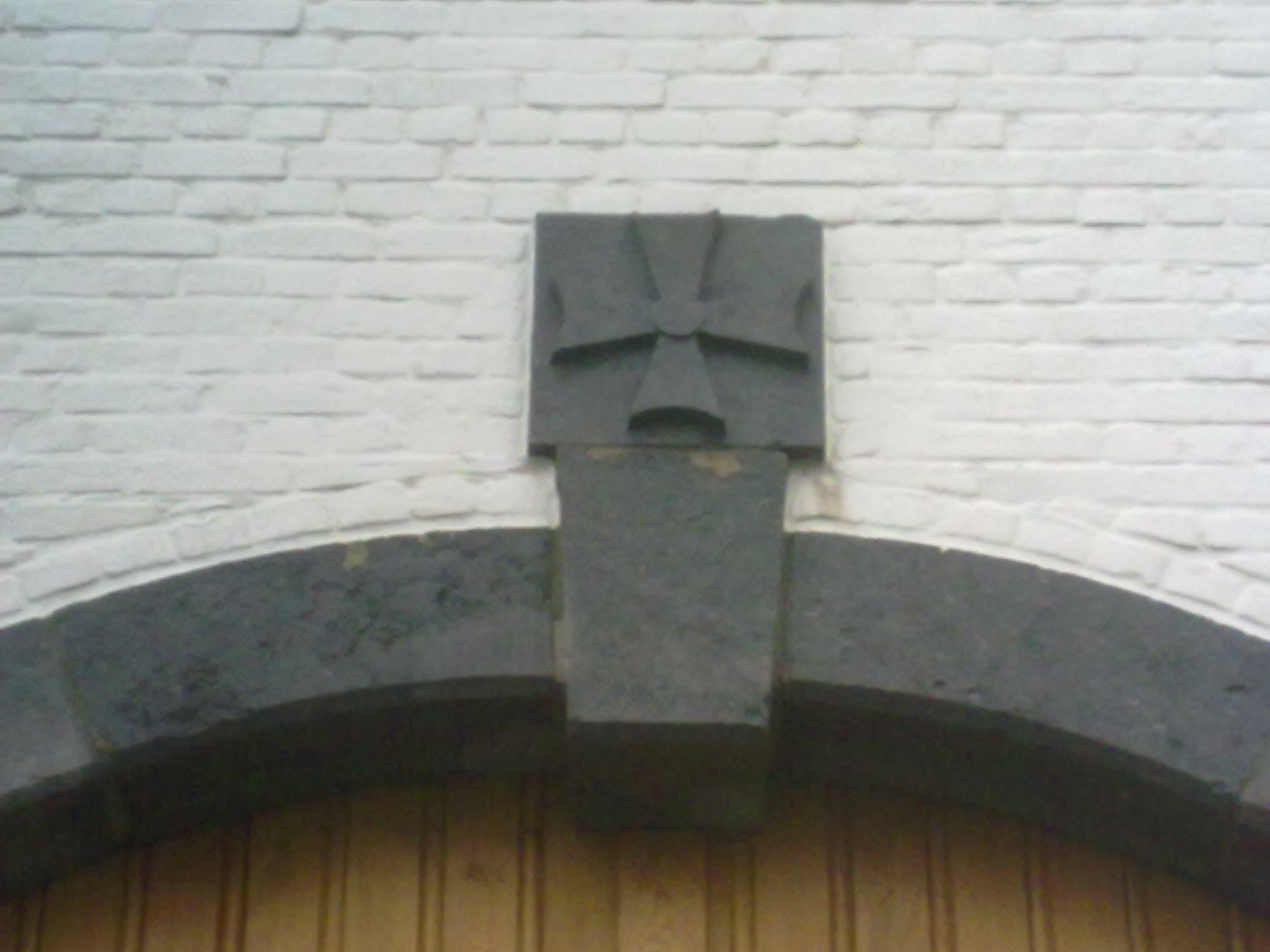
Croix de Malte sur le porche d'entrée
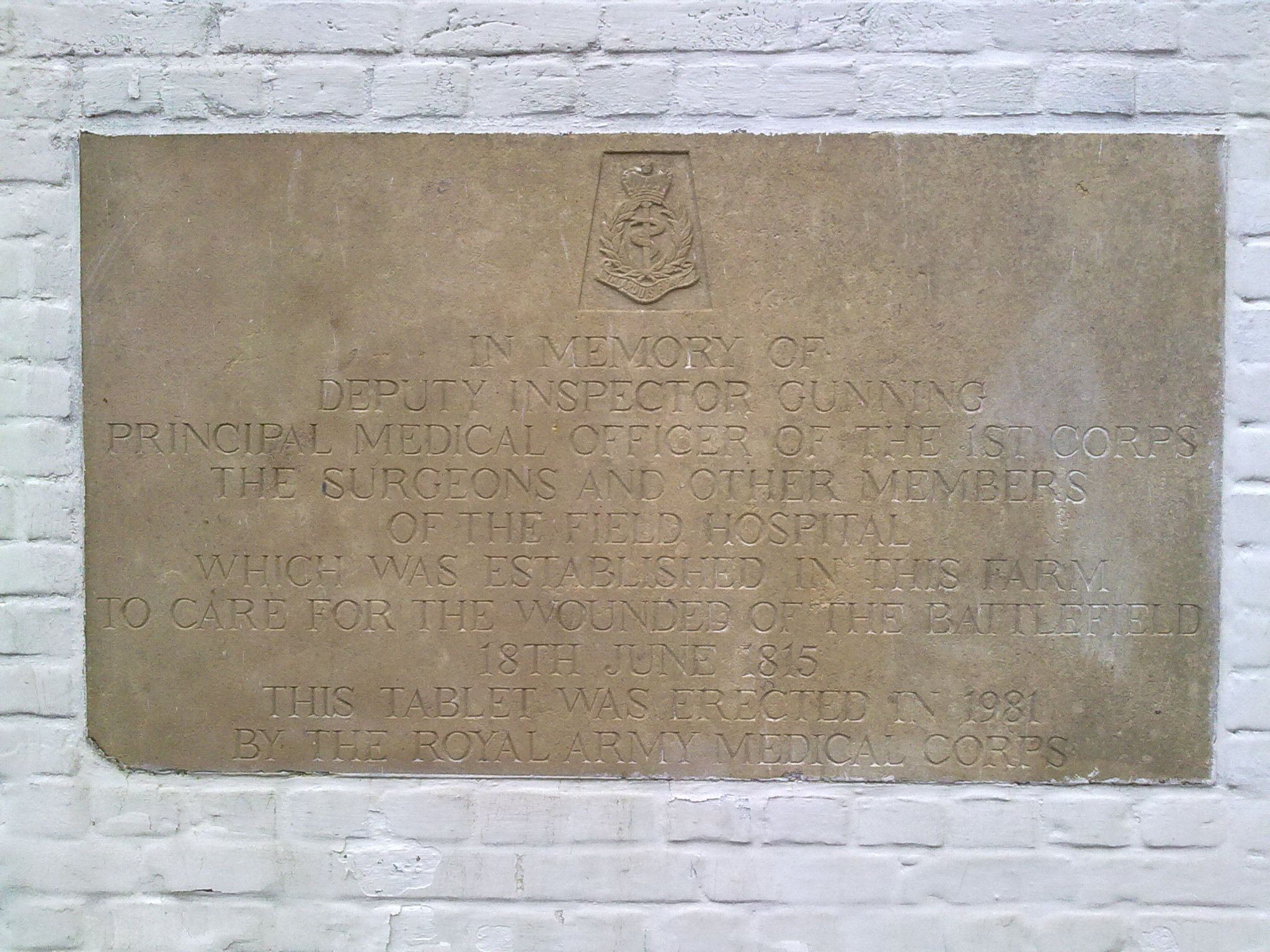
Plaque commémorative au corps médical anglais. (Apposée en 1981)
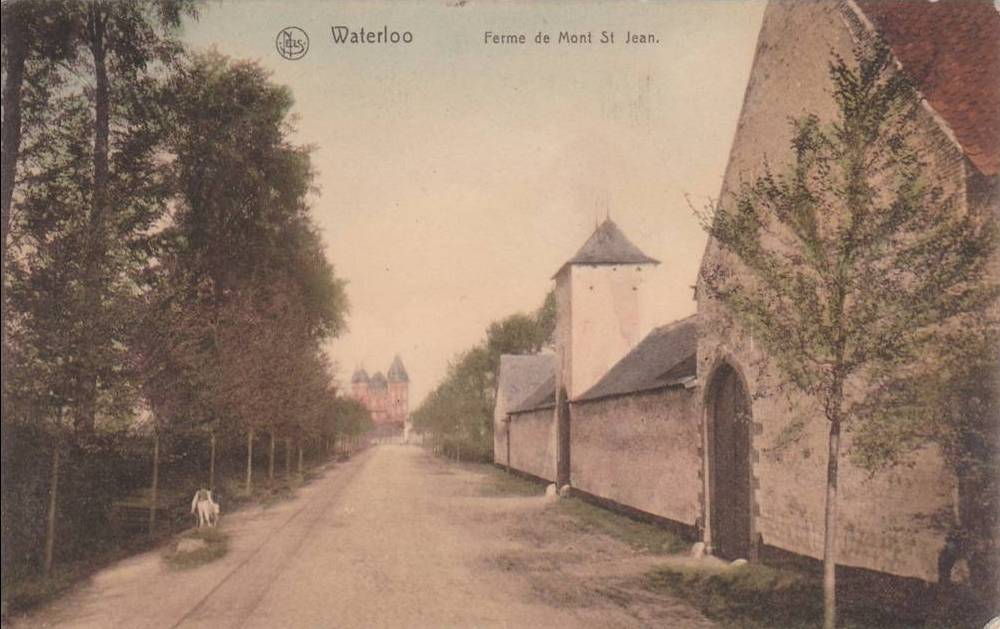
La ferme de Mont-Saint-Jean et (en arrière-plan) le château Cheval[17].
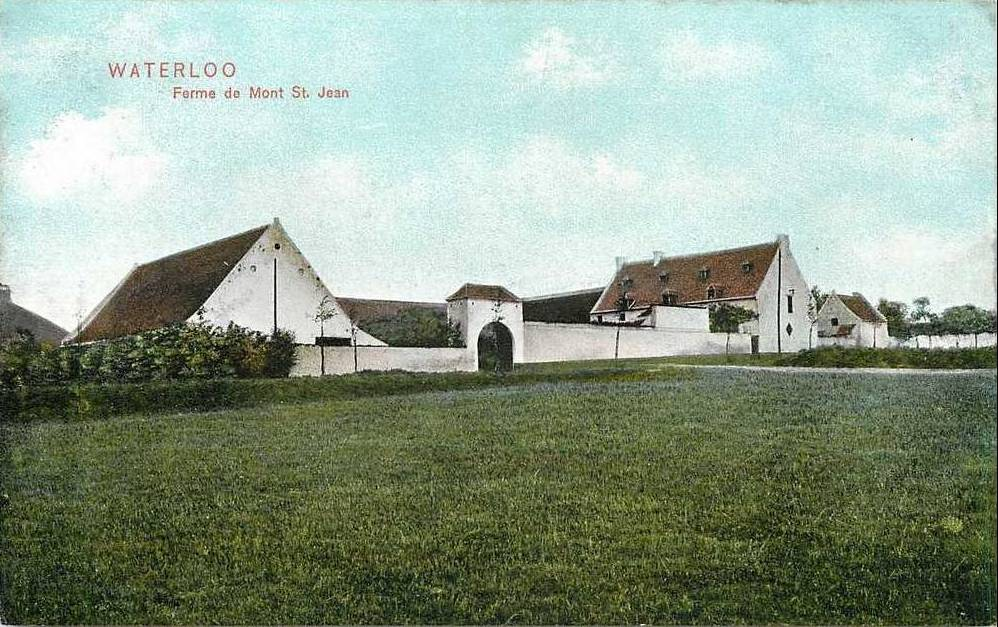
Ferme de Mont-Saint-Jean, façade Est (arrière).